# Le Siècle des communismes
Le Siècle des communismes est un ouvrage publié en septembre 2000 aux Éditions de l'Atelier, sous la direction de sept chercheurs : Michel Dreyfus (directeur de recherche au CNRS), Bruno Groppo (chargé de recherche au CNRS), Claudio Sergio Ingerflom (directeur de recherche au CNRS), Roland Lew (professeur de sciences politiques à l'Université libre de Bruxelles), Claude Pennetier (chercheur au CNRS), Bernard Pudal (professeur de sciences politiques à l'Université de Montpellier I) et Serge Wolikow (professeur à l'Université de Dijon). Une édition augmentée et mise à jour a été publiée aux Éditions du Seuil en 2004.

## L'équipe de recherche
Cet ouvrage est le fruit du travail d'une équipe internationale d'une vingtaine d'universitaires, historiens, politologues et sociologues : Alain Blum (directeur de recherche de l'INED et directeur d'études associé à l'EHESS), Pierre Brocheux (maître de conférences d'histoire contemporaine à l'Université Paris VII), Sabine Dullin (maître de conférences à l'Université Paris I), Donald Filtzer (Senior Lecturer in European Studies, University of East London, Essex), René Galissot (professeur d'histoire à l'Université Paris VIII), Wendy Goldman (Associate Professor, Université de Pittsburgh, Pennsylvanie), Peter Holquist (Associate Professor, Cornell University, Ithaca), Michael Löwy (directeur de recherche au CNRS), Frédérique Matonti (professeur de sciences politiques à l'Université de Nantes et à l'École normale supérieure), Georges Mink (directeur de recherche au CNRS), Gabor Tamas Rittersporn (chargé de recherche au CNRS), Lewis Siegelbaum (Professor, Michigan State University), Rémi Skoutelsky (chercheur associé à l'Université Paris I), Brigitte Studer (professeur à l'Université de Berne), Jean-Charles Szurek (directeur de recherche au CNRS), Antony Todorov (professeur de sciences politiques à la Nouvelle Université Bulgare, Sofia), Jean Vigreux (maître de conférences d'histoire contemporaine à l'Université de Dijon), Lynne Viola (Professor of History, Université de Toronto).

## Présentation
L'ouvrage est né de la volonté d'étudier le communisme dans la pluralité de ces aspects, en réponse aux ouvrages de François Furet et de Stéphane Courtois qui traitent du communisme au singulier. Le livre se décompose en quatre parties : « Les interprétations des communismes », « Les grandes phases de l'histoire des communismes », « Une Internationale, des partis et des hommes » et « Trois enjeux en débat » (« Communisme et violence », « Fascismes, antifascismes et communismes », « Politisations ouvrières »).
Dans l'introduction, rédigée en commun par les sept chercheurs qui ont dirigé l'ouvrage, les auteurs justifient le pluriel du titre par :
- la diversité des conditions historiques par lesquels les partis communistes accèdent au pouvoir ;
- la diversité des réalités économiques, sociales et culturelles héritées au moment de la prise de pouvoir, qui déterminent d'une certaine manière l'histoire des sociétés communistes ;
- la diversité des partis communistes en eux-mêmes : des groupuscules dans de nombreux pays, des partis puissants dans d'autres, ils « n'ont ni les mêmes bases sociales, ni le même type d'encadrement, ni les mêmes destinées » (p. 10) ;
- la diversité des engagements, des trajectoires humaines et des vies militantes ;
- la diversité des courants et des théoriciens qui se sont rangés derrière la bannière du communisme, qui ne peut se réduire au Komintern puis au Kominform.

Le fait de limiter cette diversité et cette complexité soit à une illusion, soit à une expérience reposant sur la coercition, la répression et le crime, manifeste une « tentation très idéologique » de la part des auteurs concernés, ainsi qu'un « désir assez vain - d'un point de vue scientifique - de se doter d'une philosophie de l'histoire du XXe siècle où s'exprime son rapport propre à l'idée que l'on se fait "du" communisme plus que le désir d'en comprendre les multiples et contradictoires dimensions » (p. 13).
Les auteurs du Siècle des communismes ne nient cependant pas l'existence d'un mouvement communiste international, sous l'égide du Parti bolchevique, qui est fréquemment parvenu à s'arroger le monopole "du" communisme et qui a cherché à imposer sa loi. Le « Vatican moscovite », selon l'expression d'Eric Hobsbawm, a édicté une idéologie communiste afin d'assurer au PCUS le leadership du mouvement communiste international. Pour mener à bien cette homogénéisation, et pour alimenter l'imaginaire d'un nouveau monde à bâtir, une représentation idéalisée de l'URSS a été propagée. Mais le « système communiste international n'a perduré qu'en se refermant progressivement, éliminant peu à peu toutes les contestations ouvertes puis implicites, tacites ou potentielles » (p. 15). Durant un temps assez long, il n'a plus existé  que formellement, jusqu'à finalement s'effondrer en quelques années (de 1989 à 1991) - sauf en Chine, en Corée du Nord, au Laos, à Cuba et au Vietnam -, n'étant pas si enraciné qu'on a pu l'imaginer.
Selon les universitaires qui ont collaboré au Siècle des communismes, l'analyse comparée du nazisme et du stalinisme, par le biais du concept de totalitarisme ou non, est « parfaitement légitime » (p.18). Mais la perspective comparatiste ne doit pas écraser les différentes facettes du réel que tentent d'appréhender les sciences sociales, en laissant ouvert le champ des investigations.

## Réception
Pour Marc Lazar, un proche de Stéphane Courtois : « Les auteurs du Siècle se gardent bien de discuter de front et de manière comparée quelques éléments essentiels qui ont contribué à unifier et à rigidifier le communisme : sa criminalité, son idéologie, ses valeurs, ses références, ses structures partisanes ou encore la croyance qu'il suscite. ». Il termine en soutenant qu'« il serait aisé de traquer la présence implicite, voire explicite pour certains textes, de l'idéologie dans une entreprise qui se drape dans le manteau de la science ».
Selon Antoine Prost, « [i]l est clair que ce livre est une réponse à la fois au Passé d'une illusion de François Furet et au Livre noir du communisme de Courtois. », tandis que pour Marc Ferro, « [c]'est un bon livre, intéressant, d'autant plus que j'attendais une réponse au Livre noir du communisme. » Gilbert Wasserman considère que : « Cet ouvrage collectif propose en effet une démarche très critique à l’égard [du Livre noir du communisme], mais, fort heureusement, il ne tente pas de répondre à un procès en criminalisation du communisme par un autre procès en réhabilitation. Il s’agit de diversifier, complexifier et dégager les aspects contradictoires d’un des aspects majeurs du siècle qui se termine. »